# 叢櫚
叢櫚（学名：Chamaerops humilis）为棕櫚科矮棕属下的一个种。种加名 humilis 意为“矮的”。